# كارل بلاند
كارل بلاند (بالإنجليزية: Carl Bland)‏ هو لاعب كرة قدم أمريكية أمريكي، ولد في 17 أغسطس 1961 في مقاطعة فلوفانان في الولايات المتحدة.

## وصلات خارجية
- كارل بلاند على موقع مرجع كرة القدم المحترفة.كوم (الإنجليزية)